# Саме життя (Дискавері)
Саме життя (Life, Itself) — шістдесят п'ятий епізод американського телевізійного серіалу «Зоряний шлях: Дискавері» та 10-й і заключний у п'ятому сезоні. Епізод написано Олатунде Осунсанмі, режисура Кайла Джаррова та Мішель Парадайз. Перший показ відбувся 30 травня 2024 року.
Після того, як Молл і Бріни захопили таємничу споруду, яка містить силу Прародителів, капітан Бернем повинна очолити таємну місію, щоб повернути її. Перш ніж Брін зрозуміє, як силу використовувати.

## Зміст
Усередині тунелю Бернем перебуває на освітленій стежці через низку вікон в інші світи. Деталі не є лінійними, розташовані на стільниковому покритті, проходять убік і горизонтально. Бернем намагається викликати USS «Discovery», але не отримує відповіді. Майкл навмання повідомляє кораблю — вона пройшла через портал, але показання не мають сенсу. Майкл вловлює енергетичний підпис від яскравого світла в тунелі, і здогадується — там знаходиться технологія Прародителів. Комп'ютер повідомляє, що є непереконливі покази ознак життя. Бернем повідомляє «Discovery» — є ряд вікон, які діють як ворота в інші світи; і припускає, що це місце використовувалося як лабораторія для випробування форм життя.
Майкл йде тунелем і випускає листок в енергетичне поле біля одного з вікон. Майкл засмоктує в світ серед шторму. Там лежить тіло одного з брінських солдатів, які увійшли в портал. Бернем помічає в небі ворота, через які вона провалилася, і намагається зв'язатися з «Дискавері», її атакує солдат-Брін. Вони б'ються, вітер посилюється до ураганної швидкості. Бернем збиває солдата зі скелі, його здуває штормом. Швидкість вітру зменшується, і Бернем утримує наступний порив, щоб стрибнути назад до тунелю. Однак солдат також повернувся до тунелю, але його застрелила Молл, який вийшла із воріт.
У Молл порізана стегнова артерія, Бернем дає їй дермальний регенератор. Молл здогадується — Бернем знає, як пройти через це місце, але відмовляється робити як в'язень. Але у Молл немає вибору, якщо вона хоче повернути Л'ака, вона неохоче опускає пістолет. Вони обидві вирушають отримати те, за чим прийшли.
На «Discovery» Тіллі доповідає Рейнеру — всередині порталу досі немає жодних ознак Бернем. Лорна Джемісон повідомляє — все ще занадто багато перешкод, щоб отримати блокування транспортера на порталі. Притягуючий промінь — єдиний спосіб отримати портал, але для цього вони мають бути в радіусі дії. Дредноут Руна пошкоджено внаслідок тарану «Дискавері» — у них ще є час. Флот Тахал прибуде через годину, «Дискавері» має справитися до того часу. Однак дредноут посилає принаймні 40 винищувачів атакувати «Дискавері». Рейнер наказує перенаправити всю допоміжну енергію на щити. Винищувачі починають атакувати «Discovery».
Сару сперечається з Венсом щодо плану використовувати шаттл для перехоплення сил Тахал. Флот досягне «Дискавері» за годину. Сару вважає, що його стратегія переконає Тахал змінити свою думку. Венс налаштований скептично, але Сару вважає, що це необхідна дія — дипломатія не досягне успіху, якщо обидві сторони загрожують насильством. Венс не може наказати комусь взяти Сару на цю місію, але командир Нган зголосилася.
Молл збентежена — незалежно від того, скільки вони з Бернем пройшли, не стає ближче до кінця тунелю. Молл визнає, що вона не довіряє Брінам більше, ан Федерації. Бернем бачила майбутнє, і відмовляється підпускати Брінів. Бернем атакує Молл, й вони борються у тунелі і в різних світах.
«Дискавері» переслідують Бріни, втрачено візуальне поле на портал. Бріни наздоганяють, Рейнер наказує вжити заходів ухилення. Аша не може втратити бійців, не пішовши на варп, але тоді вони втратять Бернем. Удар торпеди виснажує щити до 60 %, Ная виявляє велику область високоенергетичної плазми, що обертається навколо однієї з чорних дір, до якої прямує корабель. Аша змінює курс, і Тіллі попереджає — вони зазнали помірних структурних ушкоджень, «Дискавері» не може витримувати довше цього.
Рейнер розуміє — місія змінилася і оголошує про зміну планів: «Дискавері» спочатку знищить Брінів, а потім повернеться за порталом. Букер просить шатл, пропонуючи утримати портал. Рейнер наказує Лінусу підготувати шатл для Букера, Тіллі попереджає — Буку знадобиться допомога. Рейнер доручає інженерам знайти спосіб, щоб він не отримав критичне опромінення.
Стамец і Адіра забезпечують Букера пристроєм для утримання шатла. Однак у певний момент Букер просто не виживе навіть із додатковим захистом. Адіра стверджує, що прилад збільшить поглинаючу здатність щитів принаймні на годину, а Калбер робить Букеру ін'єкцію, щоб протистояти променевій хворобі. Калбер оголошує, що піде з Букером.
Бернем і Молл починають втомлюватися від боротьби — вони обоє загинуть тут, якщо продовжуватимуть. Бернем пропонує зупинитися, і вона їх виведе. Молл відмовляється довіряти Федерації, Бернем не просить її цього робити. Молл викидає свою зброю. Бернем наказує Молл також позбутися портативного буфера шаблонів, але в ньому зберігається тіло Л'ака. Бернем наказує Молл слідувати за нею.
Шатл Букера прямує до порталу, а винищувачі Брінів зосереджуються на «Дискавері». Рейнер переходить від захисту до нападу. План Тіллі полягає в наступному — заманити бійців у плазмову область і підпалити її, знищивши всіх Брінів одночасно. Ріс попереджає Рейнера, що їм потрібно буде вибратися звідти, перш ніж запалити плазмову область. Рейнер наказує Аші встановити курс на плазму.
Бернем пояснює Молл — хоча Прабатьки зникли 4 мільярди років тому, гравітація та простір функціонують тут по-різному — істоти могли існувати за межами тих вимірів, в яких існують вони. Їм потрібно дивитися за межі трьох вимірів і знаходити те, що за межами видимого. Бернем вивчає негативний простір на краю одного з вогнів, який є тінню, яку нічого не створює. Майкл махає рукою, відкриваються ворота, і жінки проходять крізь нього.
Човник Сару наздоганяє флот Тахал, який складається з трьох дредноутів. Нган розташовує шаттл перед дредноутами, які активують зброю. Як посол Об'єднаної федерації Планет Сару вітає Тахал. Тахал відповідає на вітання, а Сару пояснює, що це було необхідно, оскільки вона ігнорувала спроби президента Лайри Ріллак до дипломатії.
Федерація не бере участь у війні між Примархами, але корабель Зоряного Флоту зараз в бою з дредноутом Брінів, і прибуття Тахал може перерости з конфлікту у війну. Для Тахал варто було б звернути увагу на трон Імперії Брінів. Примарх припускає — має бути щось, що має великий інтерес для Федерації, тож це може зацікавити й її. Сару відповідає угодою — якщо Тахал змінить курс, Федерація встановить торговий шлях від свого кордону через туманність Л'Тар. Єдиний доступ Тахал до такого торговельного шляху зміцнив би її претензії на трон, але вона наказує Сару піти. Сару отримав інформацію, і її потрібно використати.
Бернем і Молл стоять на технології Прародителів: це все те ж місце. Бернем розуміє, що купа каміння є пам'ятником — один із учених був убитий тут, намагаючись використати силу. З центрального диска піднімається інтерфейсна консоль. Молл починає рухати трикутні частини на інтерфейсі, але Бернем зупиняє її, згадуючи фразу ШІ. Молл припускає, що відповіддю є дев'ять — число, потрібне щоб побудувати більший трикутник. Бернем згадує — вчені залишали повідомлення із кожною підказкою. Усі повідомлення мали культурний контекст, стосувалися вшанування відмінностей і саморефлексії, і глибшого значення речей.
Бернем отримує спотворену передачу від Букера — він на човнику з Калбером, майже біля порталу. Не маючи змоги відповісти, Бернем намагається посилити сигнал, але її збиває Молл. Молл звільняє тіло Л'ака із портативного буфера; вона об'єднує частини у більший трикутник, і інтерфейс світиться, але руки прилипають і її вражає електричним струмом. Промені енергії вилітають у повітря в кінці кожного з трьох шляхів, що ведуть до центрального диска.
«Дискавері» входить у область плазми, переслідуваний Брінами. Букер з Калбером майже дійшли до порталу, але з ним щось відбувається. Портал витягує енергію з однієї із чорних дір, навколо якої росте структура для захисту. Це може кинути всю область у гравітаційний хаос. Рейнер наказує Букеру захистити портал. Останній з винищувачів входить у плазмову область позаду «Дискавері», Ріс запускає в плазму три фотонні торпеди. Плазма детонує, поглинає Брінів. Але дредноут знову ввійшов у дію, він прямує до Букера та порталу, а «Дискавері» не може вискочити попереду, оскільки там ще забагато уламків.
Встановлюється курс на перехоплення дредноута, шатлу треба чіплятися за портал і утримувати його. Портал тягне до чорної діри. Букер намагається зафіксувати притягуючий промінь на порталі — безуспішно. Йому треба синхронізуватися з підпросторовою резонансною частотою порталу — каже Калбер. Букер здивований раптовим знанням Калбера, але відчуває, що воно спрацює. Притягуючий промінь успішно фіксується на порталі. Коли шатл різко тремтить, Букер намагається вивести їх, але промінь забирає всю доступну енергію шатла для стабільності. Бернем все ще всередині порталу.
На шатлі Сару Нган повідомляє — Тахал дає їм 30 секунд, щоб піти, або вони будуть знищені. Сару принизливо попереджає Примарха — якщо вона забере його життя і продовжить цю експедицію, то ніколи не претендуватиме на трон Імперіуму. Сару, келпієць, вивчав Тахал, як здобич. У розвідки Зоряного Флоту були чутки про бази Тахал в туманності Л'Тар.
Сару чує багато планет у цьому регіоні. І багато з них зараз готуються атакувати бази Тахал, якщо Сару не накаже їм відступити. Тахал вважає, що Сару блефує. Сару пропонує зазирнути йому в очі та знайти хоча б найменший проблиск сумніву. Через мить Тахал відкликає свій флот. Сару не дуже впевнений і наказує Нган вивести човник із варпу та замаскувати його.
Бернем опритомнює, коли отримує ще одну передачу від Букера — всі вони в небезпеці, щось трапилося і це спричиняє гравітаційний хаос. Бернем вдається вивести Молл з інтерфейсу. Зосередившись на головоломці перед нею, Бернем розуміє — «один серед багатьох» відноситься до трикутника, утвореного негативним простором між шматочками, коли вони всі зібрані разом. У негативному просторі серед них.
Інтерфейс активується, і Бернем з'являється в затемненій версії тієї ж області. Один із Прародителів підходить до неї — вона чекала на Майкл.
Її вид вимер мільярди років тому, їхні розуми обидва знаходяться у цьому граничному просторі-часі. Це обов'язок — поділитися інструкціями щодо роботи з технологією, Бернем знадобиться час, щоб навчитися. Бернем запитує, чи можна зупинити те, що це місце робить з її власним простором-часом — Молл скористалася інтерфейсом і активувала щось. Прародителька пояснює, що Бернем задіяла протокол безпеки, а Молл — ні, це викликало шок. Однак Молл, швидше за все, виживе, а в інших є час. Час працює по-іншому всередині структури.
Істота пояснює — хоча нову істоту можна створити замість втраченої, вона буде лише генетично ідентичною. Без спогадів і фундаментальної сутності істоти, яку вона замінила. Однак швидкість і масштаб створення можна регулювати. Прародителі не створювали ці світи чи технологію, вони знайшли це, як «Дискавері» та вчені до них. Прародителька відводить Бернем від інтерфейсу, щоб показати їй щось.
На шатлі щити впали до 5 %, радіація досягла небезпечного рівня. Букер хоче утримувати портал, поки не прибуде «Дискавері», або шаттл розпадеться, але він закликає Калбера телепортуватися. Калбер відмовляється йти і розповідає — він знав, як захопити портал, оскільки раптово отримав доступ до одного зі спогадів Джинаал. Калбер ніколи не мав доступу цих спогадів. Зараз Калбер задоволений красою таємниці та просто радий, що його знання змогли допомогти.
«Дискавері» мчить до дредноута за 5 хвилин до перехоплення, Сару зв'язується з новиною про те, що флот Тахал змінив курс. Тахал залишила замаскований розвідницький корабель, за яким зараз слідкують Сару та Нган.
«Дискавері» не в змозі знищити потужніший дредноут, і вони також не можуть дозволити розвідникові доповісти. Рейнер вирішує забрати обидва брінські кораблі з поля бою, і пропонує сміливий план. Стамец і Адіра теоретично можуть здійснити задум, і «Дискавері» «стрибне», тоді спори двигуна перенесуть усе, що було між ними. Але у них є лише дві з половиною хвилини, щоб це зробити. Рейнер наказує Стамецу стрибнути з Брінами до галактичного бар'єру. Брінам знадобиться кілька десятиліть, щоб повернутися на варп-швидкості. У Сару є 2 хвилини, щоб наблизити шатл до дредноута. Нган стріляє по розвідницькому кораблю, щоб змусити його переслідувати їх.
Прародителька каже Бернем — вона лише друга істота, яка дійшла так далеко. Після Марини Дерекс. Бернем знає, що жодна істота не повинна контролювати таку силу, але Прародителька вважає — Майкл довела, що гідна цього. Дерекс і Прародителька обговорили шлях, який вчені збиралися прокласти для тих, хто прийшов після них, і Бернем пройшла його.
«Дискавері» відокремлює тарілку — вище та нижче корабля Брінів. Розвідувальний корабель переслідує шатл Сару. Шатл раптово розвертається і мчить у протилежному напрямку. У той час як вибухи розгойдують місток, Рейнер віддає наказ, а Стамец включає споровий привід. Опинившись між двома частинами «Дискавері», дредноут і корабель-розвідник здійснюють стрибок зі спорами до галактичного бар'єру. На трьох кораблях Федерації святкують перемогу.
Бернем сумнівається, як хтось може знати правильний спосіб використання цієї технології, щоб принести мир у галактику, а не більше конфліктів. Прародителька погоджується повернути Бернем до її теперішнього моменту, коли Майкл може зупинити технологію, забравши руки з інтерфейсу. Вони продовжать її навчання, коли — або якщо — Бернем повернеться. Бернем здивована, наскільки все це просто і що це справді її вибір. Прародителька дає їй бачення еволюції життя. Починаючи з моменту, коли Прародителі засіяли його, до теперішнього, перш ніж повернути Бернем. Бернем доглядає за Молл, сумно ділячись з нею, що Л'ака неможливо воскресити. Бернем повертає тіло Л'ака в буфер шаблону Молл, а потім допомагає їй підвестися. Інтерфейс знову зникає, чекаючи, поки його знайде наступна особа.
Портал повертається до нормального стану, коли технологія вимикається. Букер вловлює ознаки життя Бернем та Молл і відправляє їх на борт шатла. «Дискавері» побитий, але все гаразд. Бернем почула Бука, коли була всередині, і дякує йому.
Бернем радісно вітає Сару, і дражнить його «Екшн Сару». Стамец повідомляє — дані з трикодера Бернем показують, що це найбільше наукове відкриття за їхнє життя. Бернем розповідає, що вона зустріла одного з Прародителів і бачила останні 4 мільярди років та всі події, які мали відбутися, щоб усі вони вижили. Прародитель довірила Бернем зробити цей вибір і впевнена, що адмірал і президент з нею погодяться. Сару, Рейнер, Стамец (помітно розчарований) і Адіра погоджуються.
«Дискавері» використовує притягуючий промінь, щоб вивільнити портал із відсіку шаттла та перемістити його на горизонт подій однієї з чорних дір, де він зникає.
«Дискавері» повертається до Федерації, Букер відвідує Молл у лазареті. Нган не впевнена, як довго Молл протримається під замком, але має наказ привести її до доктора Ковіча. Судячи з усього, у Ковіча є плани на Молл.
Ковіч повідомляє Бернем, що Червона директива офіційно закрита, усі записи будуть засекречені, і ніхто ніколи не дізнається, що технологія існувала. Ковіч визнає, що Молл є здібною людиною, чиї таланти можуть виявитися корисними. Тому він дасть їй змогу працювати на нього. Бернем здогадується — Молл отримає пристрій, який надасть їй доступ до Нескінченної Кімнати, і пропонує Ковічу свою власність. Ковіч каже їй зберегти це, про всяк випадок.
Озираючись на колекцію артефактів Ковіча (яка включає справжній юридичний блокнот 21-го століття, пляшку «Chateau Picard», оригінальний ВІЗОР Джорді Ла Форжа та бейсбольний м'яч Бенджаміна Сіско), Бернем розуміє — «Ковіч» — лише кодове ім'я, і запитує, хто він насправді. Ковіч визнає, що його справжнє ім'я трохи схоже на «Червону директиву». Але Бернем уже знайома з ними й офіційно представляється йому. Через мить Ковіч представляється як «Агент Деніелс, USS Enterprise та інші місця».
Кілька тижнів потому Сару, який отримав звання адмірала, одружується з Т'Ріною. Дувін представляє молодят присутнім, серед яких адмірал Венс, командир Нган, екіпаж «Дискавері» та келпіанці.
Рейнер розповідає, що Майкл з Бернем надихнули Тіллі. Тіллі зрозуміла, що Академії Зоряного флоту не вистачає програми наставництва, і тому вона збирається розпочати її.
Бернем знаходить Букера, який запізнився на весілля. Майкл запитує, чи знайшов він місце, щоб висадити живці Світового кореня, які йому надали в Архіві. Він посадив їх на Четверте святилище — куди вони взяли Молл під час своєї першої спільної пригоди. Букер розповідає, що у Молл народилася дитина.
Бук виводить Бернем, щоб поговорити наодинці, і заявляє про свою любов. Вони відновлюють стосунки. «Нескінченне коло» Бернем сигналізує — Ковіч має для неї іншу місію. Погоджуючись, що це може бути весело, Бернем і Букер йдуть, щоб прийняти новий виклик разом.
Через кілька десятиліть сивочола Бернем, яка тепер є чотиризірковим адміралом і одружена з Букером, прокидається в садибі своєї родини на Sanctuary-4. Її чоловік приєднується, приносячи Бернем перші їхні стільники бджіл з Гексари до ранкової кави. Це великий день, і Букер пропонує піти з нею, але помітно стурбована Бернем вважає, що їй слід піти одній.
Бернем працює на огорожі будинку, і отримує повідомлення — її шатл ось-ось прибуде. Шатл прибуває, і пілот — це син Бернем та Букера Лето. Лето відклав свою подорож до Крепаскулу, щоб він міг доправити матір. Лето щойно став капітаном. Бернем переодягається у форму Зоряного Флоту та рушає із сином. Шатл пролітає над краєвидом Святилища Четвертого, повз новий Світовий Корінь, і починає рух в атмосфері. Лето розповідає матері, що Тіллі офіційно є інструктором з найдовшим стажем в Академії Зоряного флоту.
Шатл прибуває до штаб-квартири Зоряного Флоту. У «Archer Spacedock» знаходиться «Discovery», який тепер повернувся до конфігурації 23-го століття. Коли човник пролітає над головами, DOT видаляє літеру А з реєстру старого судна. Останній танець.
Бернем виходить на місток «Дискавері», її вітає Зора. Бернем пояснює — збирається привести корабель до заданих координат у глибокому космосі, а потім Майкл і команда підуть. Після цього чекатимуть Зора та «Дискавері». Це місія Червоної директиви, і все, що Бернем знає, це слово, яке вона почула мимохідь: «Крафт». Однак Бернем не знає, чи буде «Крафт» стосуватися людини ачи судна. Зора розуміє, що більше ніколи не побачить Бернем, припускаючи, що ця місія триватиме довше, ніж життя Майкл. Бернем вважає: коли Зора врешті повернеться, вона зможе знайти нащадків екіпажу та зустріти наступне покоління своєї родини.
Коли корабель майже готовий до відльоту, Бернем востаннє сидить у кріслі капітана і з ніжністю згадує час, проведений на «Discovery». Бернем уявляє себе молодшою, обіймаючи різних членів своєї команди, які стільки років вирушали з нею в цю дивовижну подорож. Зора готова, а Бернем з широкою каже: «В останній раз. Хай корабель летить».
Із Зоряним флотом, зібраним у стрій почесної варти, «Дискавері» востаннє залишає космічний док і стрибає, виконуючи свою останню місію, щоб чекати «Крафта» тисячу років.

## Сприйняття та відгуки
Станом на березень 2025 року на сайті «IMDb» серія отримала 6.1 бала підтримки з можливих 10 при 1857 голосах користувачів.
В огляді для «Den of Geek» Лейсі Богер відзначила: «Це кінець епохи. Ми вже бачили останній епізод „Зоряного шляху: Дискавері“, і як би ви не ставилися до цього факту, його завершення визначає важливий момент у великому всесвіті „Зоряного шляху“. Шоу не завжди йгло легко і подобалося. Йому було важко знайти та зберегти цілісну ідентичність, і кожен творчий крок, часто відчувався, ніби серіал повертався на один-два кроки назад. Серіал не завжди знаходив достатньо історій для свого великого складу персонажів. Гіперзосередженість на Майкл Бернем, колигній бунтарці — а тепер капітан Зоряного флоту — і любов до обговорення проблем — створили зовсім інший вид „Зоряного шлях“. Якому лише іноді вдавалося передати авантюрний, новаторський дух його попередників. Але ми дуже зобов'язані цьому серіалу. Він повернув „Зоряний шлях“ на телебачення після більш ніж десятиліття та зіграв ключову роль у запуску великого всесвіту франшизи. „Discovery“ допоміг визначити, що означає сучасний „Трек“ для цілковито нового покоління шанувальників. І за це заслуговує нашої вдячності. Зрештою, завжди так важко бути тим, хто йде першим. Хоча нам, можливо, не завжди подобалося все в „Discovery“, звичайно ми любимо його за все, що він нам дав.»
Для «Реактора» Кейт ДеКандідо зазначено: «Є так багато способів, якими можна було зіпсувати фінал серіалу „Discovery“. І мені приємно сказати, що режисери і актори уникли всіх них. Шкода але „Discovery“ пройшов увесь довгий шлях від свого дебюту сім років тому.»
В огляді «Screen Rant» зазначалося: «Початкова концепція Браяна Фуллера для „Star Trek: Discovery“ сильно відрізнялася від кінцевого продукту. Це піднімає питання, чи зможуть глядачі коли-небудь побачити історію, яку Фуллер спочатку задумав створити. Хоча це може здатися сумнівним, Фуллер регулярно висловлював свою любов та ентузіазм щодо франшизи, і він явно має ідеї щодо історій із „Зоряного шляху“. Які він хоче розповісти. Продовження імовірне?»

## Знімались
| Актор               | Роль           |
| ------------------- | -------------- |
| Сонеква Мартін-Грін | Майкл Бернем   |
| Даг Джонс           | Сару           |
| Ентоні Репп         | Пол Стамец     |
| Мері Вайзман        | Сільвія Тіллі  |
| Вілсон Круз         | Гаг Калбер     |
| Блу дель Барріо     | Адіра          |
| Каллум Кіт Ренні    | Рейнер         |
| Тіг Нотаро          | Джет Рено      |
| Девід Аджала        | Клівленд Букер |
| Одед Фер            | Чарльз Венс    |
| Девід Кроненберг    | Ковіч          |
| Аннабель Волліс     | Зора           |
| Рейчел Анчеріл      | Нган           |
| Тара Рослінг        | Т'Ріна         |
| Ів Гарлов           | Молл           |
| Сомкеле Ідгалама    | Прародителька  |
| Саванді Вілсон      | Лето           |
| Емілі Коутс         | Кайла Детмер   |